# Rolf Kloepfer
Rolf Kloepfer (* 25. Januar 1942 in München; † 12. Mai 2023 in Heidelberg) war ein deutscher Romanist und Hochschullehrer sowie Filmwissenschaftler mit Schwerpunkt Filmsemiotik. Kloepfer verfasste den Artikel Filmsemiotik in Roland Posners Handbuch der Semiotik.

## Leben
Kloepfer wurde als Sohn von Hedwig Kloepfer, geborene von Cornides, und des Kaufmanns Eberhard Kloepfer in München geboren. Er besuchte von 1949 bis 1961 eine Schule in Essen-Werden. Danach studierte er von 1961 bis 1966 an der Universität in Freiburg, an der Sorbonne in Paris und an der Universität in Köln die Fächer Philosophie, Germanistik, Romanistik und Volkswirtschaftslehre. Im Jahr 1963 heiratete er Françoise Chomard. 1966 wurde er zum Doktor der Philosophie promoviert. Seine berufliche Tätigkeit begann er 1966 als Wissenschaftlicher Assistent in Freiburg. Er war von 1969 bis 1971 Assistenzprofessor an der TU Berlin. Ab 1971, dem Jahr seiner Habilitation, war er bis zu seiner Emeritierung als ordentlicher Professor für Romanistische Philologie an der Universität Mannheim tätig und lebte in Heidelberg. Er hatte vier Kinder (Thomas, Sylvianne, Jeanne und Benjamin). Im Mai 2008 nahm Kloepfer an der 5. Mannheimer Runde, einer Diskussion zum Thema “Vorstandsgehälter – wie viel sind Spitzenmanager wert?” teil.

## Bekleidete Ämter
Stellvertreter und
- 1973–1979: (ab 1979) Vorstand des Deutschen Romanistenverbandes
- 1985–1988: (ab 1985) Vorstand der Deutschen Gesellschaft für Semiotik (Herausgeber von MANA)
- 1987–1998: Direktor des Instituts für  Kommunikations- und Medienwissenschaft der Universität Mannheim (nicht durchgängig)

andere Tätigkeiten
- 1987–1995: Aufsichtsratsmitglied in unterschiedlichen deutschen Unternehmen und als Berater für Kommunikation, angewandte Semiotik, Marketing.
- seit 1975: Gutachter für die Deutsche Forschungsgemeinschaft, die Humboldtstiftung, die VolkswagenStiftung, die Daimler-Benz-Stiftung und einige Akademien sowie unterschiedliche ausländische Universitäten.
- seit 1999: Geschäftsführer der Stiftung Kommunikations- und Medienwissenschaften.

Auf dem Gebiet der digitalen Filmforschung lag seine besondere fachliche Leistung im Bereich der Software zur Analyse und Präsentation audiovisueller Medien (AKIRA).

## Veröffentlichungen (Auswahl)
- Theorie der literarischen Übersetzung. W. Fink, München 1967 (= Freiburger Schriften zur romanischen Philologie. Band 12.).
- mit Ursula Mantell-Oomen: Sprachliche Konstituenten moderner Dichtung.  Athenäum-Verlag, Bad Homburg 1970.
- Poetik und Linguistik. Semiotische Instrumente.  W. Fink, München 1975, ISBN 3-7705-1175-1.
- mit Hanne Landbeck und Ute Werner: Ästhetik der Werbung – der Fernsehspot in Europa als Symptom neuer Macht. Fischer-Taschenbuch-Verlag, Frankfurt am Main 1991, ISBN 3-596-10720-2.
- Theatralität, Dramatik, Inszenierung. Grundlagen einer Theatertheorie. Band 5. Baier, Mannheim, 1995, ISBN 3-924608-12-1.
- Kommunikations- und Medienwissenschaft. – Einführung. Mannheim ASK (Skript) 6, 1996.

Darüber hinaus hat Kloepfer Buch- und Lexikonartikel sowie weitere wissenschaftliche Schriften verfasst.